# 苏古族人
苏古族人（英語：Suku 族人），也称为 Basuku族人，是居住于刚果民主共和国西南部以及安哥拉西北部的部族。人口约有200万名。

## 历史
苏古族人于16世纪就居住于刚果民主共和国，当时约有80万人，主要以耕种为生。妇女多数栽种芋头等农作物，男士者前往深山采集野菜，打猎等。

## 语言
苏古族人说的语言多数是苏古语。苏古语被列入尼日尔-刚果语系中的其中一种语言。

## 图片集

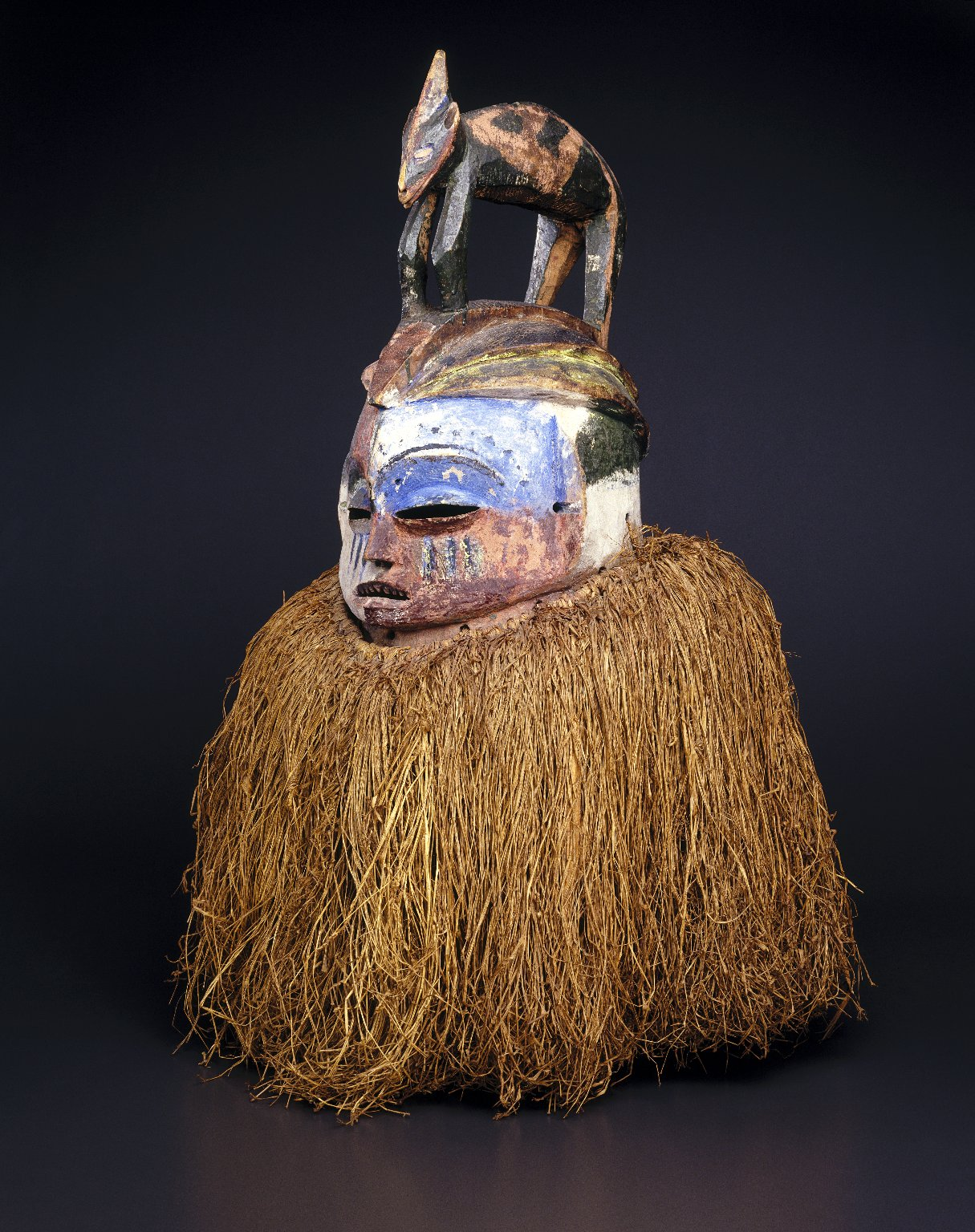
20世纪间一个苏古族人的面具 (1)
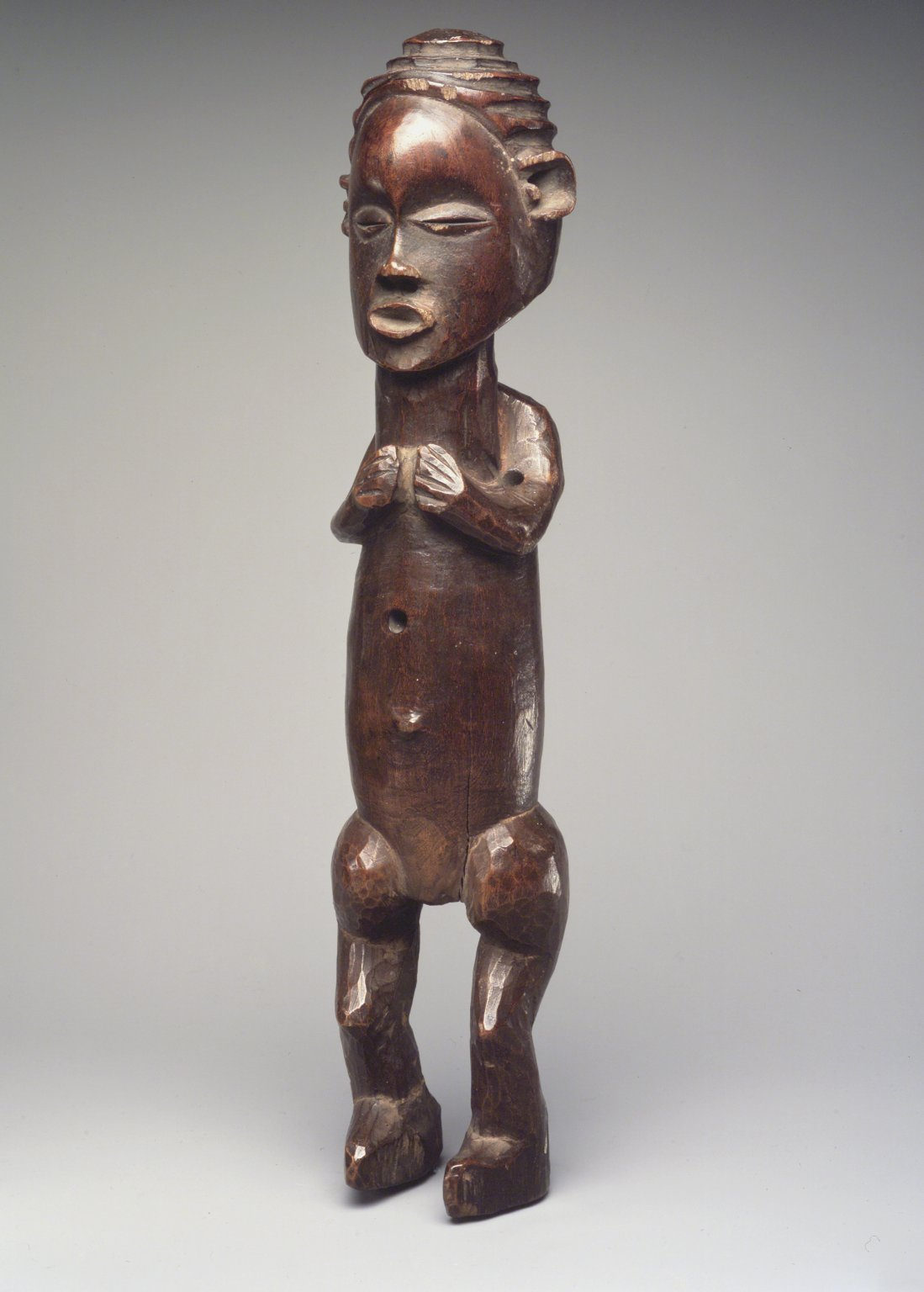
19世纪间苏古族人人形雕塑（男）
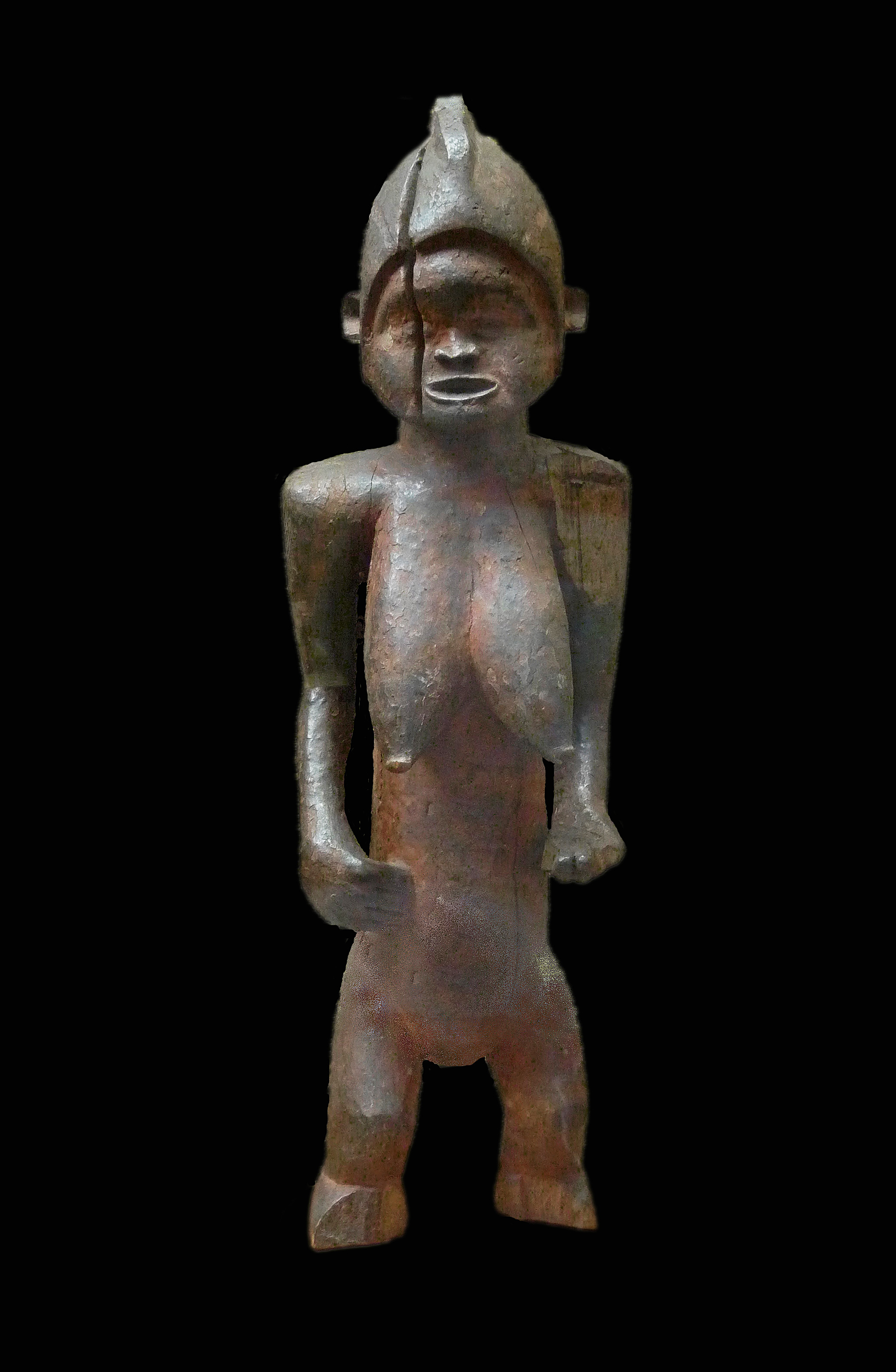
19世纪间苏古族人人形雕塑（女）
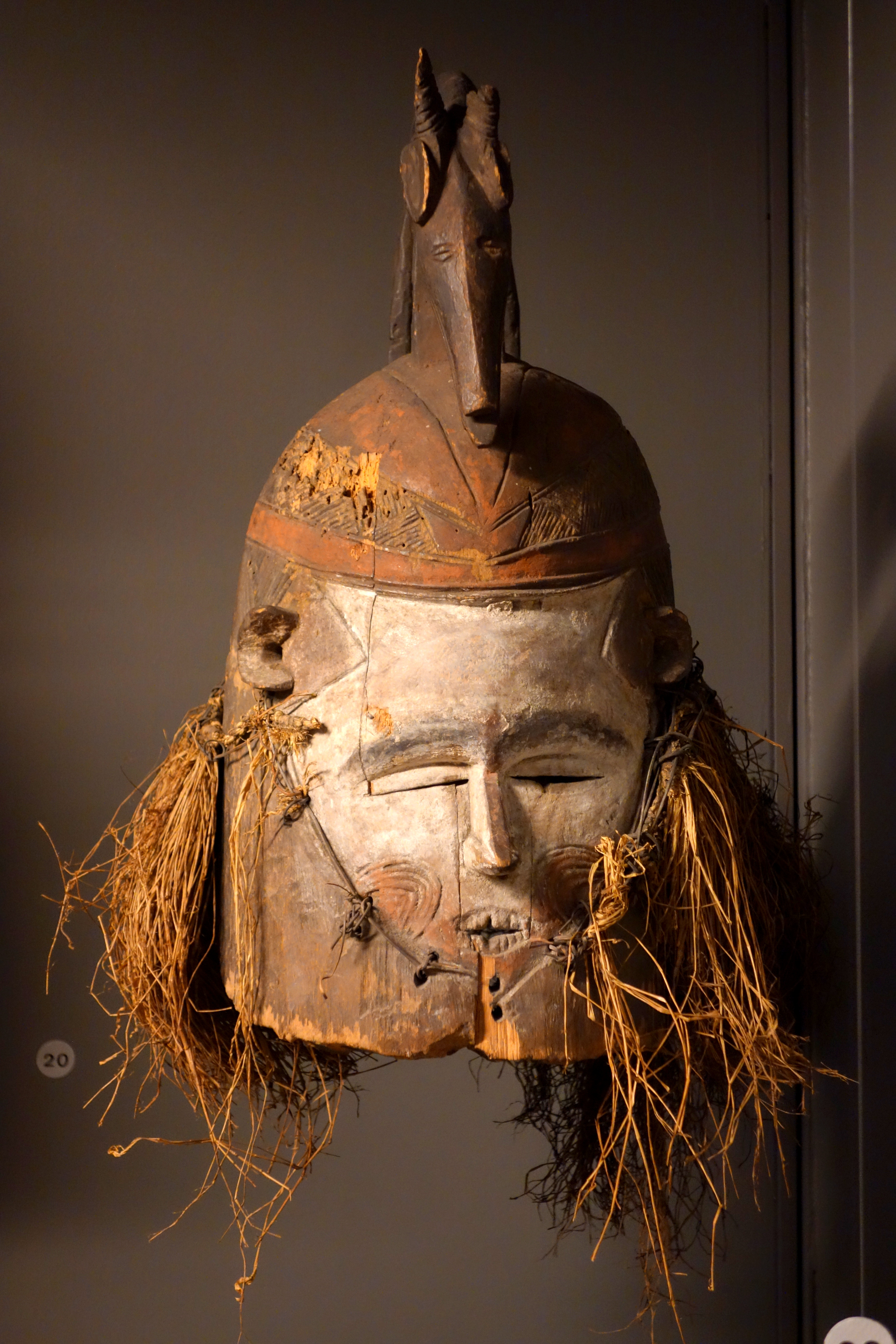
20世纪间一个苏古族人的面具 (2)